# دوغلاس سانتوس
دوغلاس دوس سانتوس خوستينو دي ميلو (بالبرتغالية: Douglas dos Santos Justino de Melo‏) هو لاعب كرة قدم برازيلي في مركز الظهير الأيسر ولد في يوم 22 مارس 1994 في مدينة جواو بيسوا في البرازيل، يلعب حالياً مع نادي نادي أتلتيكو مينيرو وسبق له اللعب مع نادي أودينيزي ونادي غرناطة ونادي ناوتيكو كما لعب مع منتخب البرازيل لكرة القدم تحت 23 سنة.

## وصلات خارجية
- دوغلاس سانتوس على موقع الاتحاد الدولي (مؤرشف)  (الإنجليزية)
- دوغلاس سانتوس على موقع الاتحاد الأوربي (الإنجليزية)
- دوغلاس سانتوس على موقع قاعدة بيانات كرة القدم.إي يو (الإنجليزية)
- دوغلاس سانتوس على موقع ناشيونال فوتبول تيمز (الإنجليزية)
- دوغلاس سانتوس على موقع Soccerway.com (الإنجليزية)
- دوغلاس سانتوس على موقع عالم كرة القدم.نت (الإنجليزية)
- دوغلاس سانتوس على موقع كووورة
- دوغلاس سانتوس على موقع أوليمبيديا (الإنجليزية)
- دوغلاس سانتوس على موقع اللجنة الأولمبية البرازيلية (البرتغالية)
- دوغلاس سانتوس على موقع AS.com (الإسبانية)

- دوغلاس سانتوس على موقع فوتبول بوز
- دوغلاس سانتوس على موقع سوكرواي